# Ronda (jeu de cartes)
Pour les articles homonymes, voir Ronda.
 (octobre 2021).
Si vous disposez d'ouvrages ou d'articles de référence ou si vous connaissez des sites web de qualité traitant du thème abordé ici, merci de compléter l'article en donnant les références utiles à sa vérifiabilité et en les liant à la section « Notes et références ».
La ronda est un jeu de cartes qui se joue avec un jeu de cartes espagnoles (organisé en quatre enseignes : coupes, épées, bâtons et deniers) de 40 cartes. Pour chaque enseigne on trouve des cartes numérotées de 1 à 7 ainsi que le valet (10), le cavalier (11) et le roi (12). On remarque que les numéros 8 et 9 sont absents de ce jeu. 
Le jeu se joue à deux, trois ou quatre joueurs, dans ce dernier cas on constitue alors 2 équipes de 2 joueurs (les membres d'une même équipe sont assis l'un en face de l'autre).
Ce jeu traditionnel, qui semble remonter à plus de quatre siècles, est souvent associé à des moments de convivialité et de compétition amicale. Son histoire est enrichie par des représentations artistiques, comme celle de la peinture The Gentleman's Dream réalisée en 1650, où l'on peut apercevoir des cartes de ronda. Cette illustration témoigne non seulement de l'esthétique de l'époque, mais aussi de l'importance sociale du jeu dans les rassemblements.
Les règles de la ronda peuvent varier selon les régions, mais le jeu est généralement apprécié pour sa simplicité et son aspect stratégique. La popularité de la ronda perdure, et elle demeure un symbole de la culture ludique dans les pays où les cartes espagnoles sont utilisées.

## But du jeu
L'objectif est de ramasser le plus de cartes possible et ainsi marquer un maximum de points.
La manche est gagnée par le joueur (ou l'équipe) récoltant le plus de cartes. Quant à la partie, elle est gagnée lorsqu'un joueur (ou une équipe) totalise 41 points.

## La donne
On détermine par une manière quelconque le donneur. Celui-ci distribue dans le sens inverse de l'aiguille d'une montre(de droite à gauche) trois cartes par personne et en retournant quatre cartes sur le tapis. Ces quatre cartes apparentes ne doivent pas constituer une suite et il ne doit pas y avoir de paire, si c'est le cas: on remplace la dernière carte posant problème par une nouvelle, la carte qui posait problème est remise au milieu du talon.
Si l'on joue à quatre, on constitue deux équipes composées des joueurs l'un en face de l'autre. On distribue 4 cartes chacun et on ne met rien sur le tapis. C'est d'ailleurs la seule main avec 4 cartes distribuées.
Attention : si les 4 cartes distribuées à une main ont des chiffres identiques, il y a fausse donne et on recommence. 
On joue tour à tour, en commençant par la personne à droite du donneur. Lorsque toutes les cartes ont été jouées, le donneur distribue à nouveau trois cartes par personne (toujours sans mettre de cartes au milieu de la table), ceci jusqu'à épuisement du talon.
À la distribution de la dernière carte, le donneur prévient les autres joueurs en indiquant haut et fort : « Khlassou ! » (de l'arabe dialectal signifiant qu'il n'en reste plus).

## Les annonces
À chaque donne de trois cartes, on peut faire une annonce, annonce qui va donner des points. 
- Si on a trois cartes identiques (brelan), il faut annoncer : « Tringla » (prononcer à l'espagnol)(”Rondil” ).
- Si on a deux cartes identiques (paire), il faut annoncer : « Ronda ».

En contrepartie de ces points, l'annonce donne une indication aux autres joueurs.
 Attention : une annonce qui se fait après que le joueur a joué sa première carte ne donne pas lieu à des points.

## Le cours du jeu

### Former une paire
On peut gagner des cartes en formant une paire avec une carte posée sur le tapis, on empoche alors cette paire ainsi que les cartes supérieures qui font une suite.
Exemple : on a 1, 2, 5 en main et 5, 6, 7, 10, 12 sur la table ; on recouvre le 5 par son 5, et on remporte 5, 5, 6, 7, 10.

### Se défausser
Si on ne peut pas former une paire, on est obligé de jeter une carte sur le tapis.
On peut se retrouver avec un nombre de cartes sur le tapis variant entre 0 et 9.

### «Faire ronda»
On fait ronda lorsqu'on a une paire en main après la donne des trois cartes. Si le joueur est le seul à annoncer ronda, on lui donne immédiatement un jeton. Si plusieurs rondas sont annoncées, alors on réserve sur le tapis autant de jetons qu'il y a de rondas. On attribuera ces jetons à celui qui a la plus forte ronda. Lorsque deux joueurs ont la même paire formant la plus grosse ronda, alors les jetons sont également répartis entre eux. Cas particulier: Si trois joueurs font ronda et si deux d'entre eux ont la même paire formant la plus grosse ronda, ils reçoivent alors un jeton chacun et le troisième jeton retourne à la banque.

### «Faire missa»(Messa limpia)
Lorsqu'un joueur parvient à ramasser toutes les cartes du tapis, on dit qu'il fait missa (table en castillan) ou messa limpia (table propre) et remporte un jeton. En posant sa carte, il annonce missa.
Exemple : on a 2 et 11 en main et 2, 3, 4, 5 sur le tapis, on pose le 2 et on récupère tout le tapis.
Attention : faire missa à la dernière main (après que le donneur a dit : « Y en a plus ») ne rapporte aucun point.

### Cao, Racao, Racacao (Piedra, contra piedra, otra piedra)
Lorsqu'on peut former une paire avec une carte qui vient juste d'être jetée par l'adversaire à sa gauche, on a la possibilité de « taper » dessus. On recouvre alors la carte de l'adversaire faisant la paire en criant : « Bount ! » (Piedra) ; Si le joueur à droite du « tapeur » dispose aussi de cette carte, il peut la jeter immédiatement formant ainsi un brelan, et crie : « Khamsa ! » (contra piedra)  ; Si le quatrième joueur a de quoi former un carré il crie : « âachra ! » (otra piedra) en jetant la carte.
- Le joueur criant DIX (coup de dix) reçoit dix jetons, et les autres ne gagnent rien
- Si le joueur à droite n'a pas la carte en question et n'a pas dit DIX, le joueur criant CINQ (coup de cinq) reçoit cinq jetons pour son équipe, et l'autre équipe ne gagne rien.
- Si le joueur à droite n'a pas la carte en question et n'a pas dit  CINQ, le joueur criant UN reçoit un jeton

Cas particulier : si le premier joueur qui « tape » fait "missa" dans le même temps, il doit dire DEUX à la place de UN. Celui qui ferait CINQ en temps normal doit crier SIX, et ONZE pour le joueur qui aurait fait DIX.

### Dernière main
Lorsque la toute dernière carte est jouée, il est probable qu'il reste des cartes sur la table, c'est alors celui qui a fait le dernier pli qui remporte tout le tapis.

## Les points
On gagne des points en cours de jeu en :
- Annonçant ronda : 1 point (voire 2, 3 ou 4 si plusieurs joueurs ont fait Ronda)
- Annonçant tringla : 5 points
- Faisant missa : 1 point
- Tapant sur l'adversaire : 1, 5 ou 10 points (2, 6 ou 11 points si missa simultanément).

Attention : 
- Si on a une petite ronda et on omet de l'annoncer pour éviter de donner le point à l'adversaire, et que cette ronda est découverte après au cours du jeu, le joueur la cachant est pénalisé de 5 points qui vont à l'adversaire à la plus grande ronda ou à l'équipe si on joue à 4.
- Celui qui annonce tringla empoche automatiquement les points des rondas annoncées.
- Si deux adversaires ont chacun une tringla celui qui a la plus grande empoche automatiquement les points des tringlas annoncées.

On gagne aussi des points après le jeu : chacun compte ses cartes, nombre duquel on soustrait une valeur :
- partie à 2 joueurs : gain = cartes gagnées sont plus de 20, à partir de la 21e carte, chaque carte compte pour un point.
- partie à 3 joueurs : gain = cartes gagnées sont plus de 13, à partir de la 14e carte, chaque carte compte pour un point.
- partie à 4 joueurs : gain = cartes gagnées sont plus de 20 pour l'équipe puisque les cartes gagnées sont mises en commun pour l'équipe, à partir de la 21e carte, chaque carte compte pour un point.

## Des plus
Pour corser un peu le jeu, des règles supplémentaires sont ajoutées :
- Celui qui distribue doit obligatoirement gagner le dernier pli. Il doit faire en sorte que la dernière carte qui lui reste en main puisse faire une paire avec ce qu'il y a sur le tapis.
  - S'il ne réussit pas à gagner le dernier pli, le joueur adverse ou l'équipe adverse empoche 5 points.
  - Si la dernière carte qui lui permet de gagner le dernier pli est un 1, le joueur ou l'équipe adverse empoche 5 points.
  - Si la dernière carte qui lui permet de gagner le dernier pli est un 12, il empoche pour lui ou son équipe 5 points.

- La personne occupant la deuxième position lors du jeu est appelée embusquée (position de l'embuscade) qui lui permet de lancer les coups de un qui pourrait potentiellement se transformer en coup de cinq ou de dix par la suite, cette position est d'ailleurs la préférée des joueurs chevronnés.